# Piranga cap-roja
La piranga cap-roja (Piranga erythrocephala) és un ocell de la família dels cardinàlids (Cardinalidae) que es distribueix únicament a Mèxic.
Es distribueix en boscos de muntanya des del nord-oest de Mèxic fins al sud d'aquest país, des de Sonora, a través de la Sierra Madre Occidental i la Sierra Madre del Sud, fins a Oaxaca.